# Os Sete Livros de Arquitetura

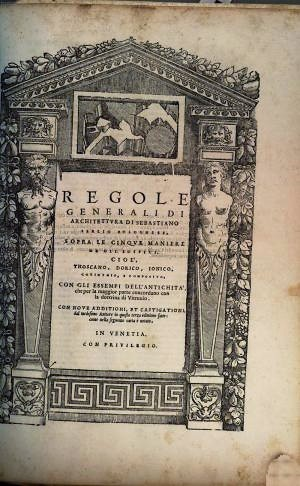
Tratado de Arquitectura

Os Sete Livros de Arquitetura ou Tratado de Arquitetura é uma grande obra teórica de Sebastiano Serlio (1475-1574). Foi o tratado de arquitectura que de todo o modo compilou todas as experiências da arquitectura maneirista, também através das experiências pessoais do autor, testemunha da era quinhentista romana, depois da efervescência cultural veneziana e finalmente da magnificência da corte francesa que se abriu à cultura classicista e maneirista. Apesar de não ter sido o primeiro tratado arquitetônico escrito no Renascimento (Albertí havia escrito um tratado décadas antes) o livro de Serlio foi pioneiro no uso de ilustrações de alta qualidade para complementar o texto e ilustrar as suas teorias.